# Gouvernement Frostadóttir
République d'Islande
Benediktsson II 
Le gouvernement Frostadóttir est le gouvernement de l'Islande depuis le 21 décembre 2024, sous la 52e législature de l'Althing.
Il est dirigé par la sociale-démocrate Kristrún Frostadóttir, arrivé première des élections législatives de 2024, et repose sur une coalition de trois partis. Il succède au gouvernement Benediktsson II.

## Historique du mandat
Ce gouvernement est dirigé par la sociale-démocrate Kristrún Frostadóttir. Il est constitué et soutenu par une coalition entre l'Alliance (Sam), le Parti de la Réforme (Við) et le Parti du Peuple (Flo). Ensemble ils disposent de 36 députés sur 63 — soit 57,14 % des sièges de l'Althing.

### Formation
À la suite des élections législatives anticipées du 30 novembre 2024 (déclenchées par le Premier ministre sortant Bjarni Benediktsson), l'Alliance, parti social-démocrate mené par Kristrún Frostadóttir arrive en tête du scrutin. Les partis du gouvernement sortant sont désavoués : les verts disparaissent de l'Althing et les Partis de l'indépendance et du progrès perdent plusieurs sièges dans le scrutin - les seconds parviennent néanmoins à la seconde place.
Le 3 décembre, la présidente Halla Tómasdóttir demande formellement à Kristrún Frostadóttir, cheffe de file de l'Alliance, de former un gouvernement. Dès le lendemain, les premières négociations ont lieu avec le Parti de la réforme et le Parti du peuple. Les trois formations poursuivent les discussions durant les deux semaines suivantes. Le 20 décembre, les trois présidentes des partis annoncent présenter un contrat de coalition ainsi qu'un gouvernement pour le lendemain,. Cette coalition peut gouverner grâce à une majorité de 36 députés à l'Althing - soit quatre de plus que le seuil de la majorité absolue.
Les trois partis de la coalition gouvernementale se répartissent les portefeuilles ministériels avec quatre ministères pour l'Alliance, autant pour le Parti de la réforme et trois pour le Parti du peuple. Un ministère doit également être supprimé. Les raisons avancées par Þorgerður Katrín Gunnarsdóttir sont d'ordre économique : la suppression du ministère de la Culture, du Commerce et du Tourisme doit permettre de libérer 400 millions couronnes par an.
La composition du gouvernement est annoncée le 21 décembre.

## Composition
| Fonction                                                               | Titulaire | Titulaire                         | Parti |
| ---------------------------------------------------------------------- | --------- | --------------------------------- | ----- |
| Première ministre                                                      |           | Kristrún Frostadóttir             | Sam   |
| Ministre des Affaires étrangères                                       |           | Þorgerður Katrín Gunnarsdóttir    | Við   |
| Ministre des Affaires sociales et du Logement                          |           | Inga Sæland (is)                  | Flo   |
| Ministre des Finances et de l'Économie                                 |           | Daði Már Kristófersson            | Við   |
| Ministre de la Santé                                                   |           | Alma Möller                       | Sam   |
| Ministre de l'Emploi                                                   |           | Hanna Katrín Friðriksson          | Við   |
| Ministre de la Culture, de l'Innovation et de l'Enseignement supérieur |           | Logi Már Einarsson                | Sam   |
| Ministre de l'Éducation et de l'Enfance                                |           | Ásthildur Lóa Þórsdóttir          | Flo   |
| Ministre des Transports et des Collectivités locales                   |           | Eyjólfur Ármannsson               | Flo   |
| Ministre de la Justice                                                 |           | Þorbjörg Sigríður Gunnlaugsdóttir | Við   |
| Ministre de l'Environnement, de l'Énergie et du Climat                 |           | Jóhann Páll Jóhannsson            | Sam   |